# Босежур (Манитоба)
Босежур (енгл. Beausejour) је малена варош у јужном делу канадске провинције Манитоба и део је географско-статистичког региона Истман.
Насеље се налази у равној прерији нешто западније од крајњих западних граница геолошке формације канадског штита, на удаљености око 46 км североисточно од административног средишта провинције града Винипега.
Насеље су 1874. основали француски колонизатори из Нове Француске који су били опчињени природним лепотама краја па отуда и име за насеље Босежур (фр. beau + séjour; прелепо место за живот). Насеље је доживело велики напредак након отварања фабрике стакла 1906. која је представљала први индустријски погон те врсте у целој западној Канади. У фабрици која је производила стаклену амбалажу за потребе индустрије у Винипегу радило је до 350 радника, а велики број квалификованих радника је стизао из Пољске и САД. Насеље је 1908. добило службени статус села, а већ 1912. и статус варошице у провинцији Манитоби. Фабрика је ипак због немогућности да у производњи парира знатно моћнијим ривалима са истока земље дислоцирана 1913. у варошицу Редклиф у Алберти, што се негативно одразило на саму варош. Место на којем се фабрика налазила 27. септембра 1989. је проглашено за локалитет од провинцијског значаја.
Према резлтатима са пописа становништва из 2011. у варошици је живело 3.126 становника у 1.470 домаћинства, што је за 10,7% више у односу на 2.823 житеља колико је регистровано
приликом пописа 2006. године.
Привреда вароши и њене околине данас почива на пољопривреди (углавном узгој житарица) захваљујући плодном преријском тлу, те на развијеном туризму. Сама варош део је провинцијског парка Вајтшел, а у околини се налазе бројне викенд кућице.

## Становништво
| 1996. | 2001. | 2006. | 2011. |
| ----- | ----- | ----- | ----- |
| 2.712 | 2.772 | 2.823 | 3.126 |